# Dermatobotris
Dermatobotris (lat. Dermatobotrys), monotipski rod strupnikovki smješten u tribus Teedieae, dio potporodice Buddlejoideae. Jedina vrsta je D. saundersii, južnoafrički endem iz provincija KwaZulu-Natal i Eastern Cape. Dermatobotrys saundersii neobičan je po tome što je epifitski grm koji raste u rašljama raznih stabala, a povremeno i na šumskom tlu.

## Opis
D. saundersii može doseći jedan metar visine. Listovi su mekani i mesnati s plitkim nazubljenim rubovima i crvenkastim žilama. U prirodnim uvjetima biljka je listopadna, gubi lišće u kasnu jesen. Cjevasti tamnocrveni cvjetovi pojavljuju se od sredine zime do sredine ljeta (od lipnja do prosinca), praćeni glatkim ovalnim smećkastim plodovima ispunjenim brojnim malim sjemenkama u slatkastoj pulpi. 

## Status zaštite
Iako se smatra neugroženom i ocijenjena kao najmanje zabrinjavajuća (LC) na Crvenom popisu južnoafričkih biljaka, ovo je rijetka vrsta s visokom specifičnošću staništa.  

## Staništa
Ova biljka se nalazi u obalnim šumama od južnog Zululanda do Transkeija i na Madagaskaru. 

## Ime i povijesni aspekti
Ime Dermatobotrysis potječe od latinske riječi derma što znači "koža" i botrys što znači "svežanj grožđa". Iako je biljku prvi sakupio W.T.Gerrard sredinom 19. stoljeća, specifično ime dolazi od Sir Charlesa Jamesa Renault Saundersa koji je sakupio biljku u Zululandu, jer Harry Bolus, koji je opisao biljku, očito nije bio svjestan ranijih kolekcija. 

## Ekologija
Vjerojatno ovu biljku sa svojim crvenim cjevastim cvjetovima oprašuju ptice medosasi. Plod ima vrlo neobičan miris, koji može privući ptice i male  sisavce, koji jedu voće i raznose sjeme. 
- D. saundersii
- D. saundersii